# Vicenza Volley 2007-2008
Questa voce raccoglie le informazioni riguardanti il Vicenza Volley nelle competizioni ufficiali della stagione 2007-2008.

## Stagione
La stagione 2007-08 è per il Vicenza Volley, sponsorizzato dalla Minetti Infoplus e riportando nella denominazione la città di Imola in quanto campo di gioco delle gare casalinghe, la decima consecutiva in Serie A1; come allenatore viene confermata Manuela Benelli, mentre la rosa è in parte modificata con gli arrivi Manuela Leggeri, Darina Mifkova, Kathy Radzuweit, Sonja Percan e Titia Sustring, quest'ultima ceduta a stagione in corso, mentre tra le partenze quelle di Veronica Angeloni, Valentina Arrighetti, Miyuki Takahashi, Bojana Radulović, Valdonė Petrauskaitė e Andrea Conti. Tra le giocatrici confermate: Monica De Gennaro, Stefania Dall'Igna, Stefania Paccagnella, Ivana Ćurčić e Matea Ikić.
Il campionato si apre con tre sconfitte consecutive: la prima vittoria arriva alla quarta giornata in casa del Volley 2002 Forlì, seguita, nella giornata successiva, da un altro successo, questa volta ai danni del Sassuolo Volley; nel resto del girone di andata la squadra di Vicenza non riesce a vincere più alcuna gara, chiudendo all'undicesimo posto in classifica. Anche il girone di ritorno comincia con tre stop, per poi vincere contro il club di Forlì: dopo altre tre sconfitte di fila le venete, nelle ultime sei giornate, riescono ad aggiudicarsi tre gare, chiudendo la regular season al decimo posto, fuori dai play-off scudetto.
Tutte le squadre partecipanti alla Serie A1 e alla Serie A2 2007-08 sono di diritto qualificate alla Coppa Italia; dopo aver chiuso la fase a girone al secondo posto nel proprio raggruppamento, il Vicenza Volley accede agli ottavi di finale, dove sfida il Giannino Pieralisi Volley: perdendo sia la gara di andata che quella di ritorno, il club veneto viene eliminato dalla competizione.
Grazie ai risultati conseguiti nella stagione 2006-07, il Vicenza Volley partecipa alla Challenge Cup 2007-08; il cammino nella competizione è netto, superando con una vittoria sia nella gara di andata che in quella di ritorno in sequenza l'USPP Albi nel secondo turno, il Międzyszkolny Klub Sportowy Muszynianka negli ottavi di finale e l'Olympiakos Syndesmos Filathlōn Peiraiōs, accedendo così alla Final Four di Bursa. Si aggiudica la semifinale battendo per 3-1 il Clubul Sportiv Știința Bacău, per poi essere battuto in finale, per 3-2, dal VakıfBank Güneş Sigorta Spor Kulübü.

## Organigramma societario
Area direttiva
- Presidente: Giovanni Coviello

Area tecnica
- Allenatore: Manuela Benelli
- Allenatore in seconda: Vittorio Cardone
- Assistente allenatore: Dino Guadalupi

Area sanitaria
- Medico: Micaela Battilana
- Preparatore atletico: Carlo Sati
- Fisioterapista: Paola Fabbri
- Ortopedico: Roberto Bevoni

## Rosa
| N° | Nome                 | Ruolo | Data di nascita   | Nazionalità sportiva |
| -- | -------------------- | ----- | ----------------- | -------------------- |
| 1  | Ivana Ćurčić         | S     | 15 gennaio 1982   | Serbia               |
| 2  | Kathy Radzuweit      | C     | 2 marzo 1982      | Germania             |
| 3  | Martina Mataloni     | L     | 1º settembre 1988 | Italia               |
| 4  | Manuela Leggeri      | C     | 9 maggio 1976     | Italia               |
| 4  | Marilyn Strobbe      | C     | 11 febbraio 1989  | Italia               |
| 5  | Vanessa Bortoli      | S     | 15 giugno 1989    | Italia               |
| 7  | Stefania Dall'Igna   | P     | 22 novembre 1984  | Italia               |
| 9  | Valeria Zanin        | P     | 6 gennaio 1984    | Italia               |
| 10 | Sonja Percan         | S/O   | 8 maggio 1981     | Croazia              |
| 11 | Darina Mifkova       | S     | 24 maggio 1974    | Italia               |
| 13 | Matea Ikić           | S     | 25 maggio 1989    | Croazia              |
| 14 | Titia Sustring       | S     | 27 aprile 1979    | Paesi Bassi          |
| 15 | Stefania Paccagnella | C     | 3 agosto 1973     | Italia               |
| 16 | Valentina Tirozzi    | S     | 26 marzo 1986     | Italia               |
| 17 | Monica De Gennaro    | L     | 8 gennaio 1987    | Italia               |
| 18 | Romina Bertone       | S     | 30 maggio 1990    | Argentina            |

## Mercato
| Acquisti | Acquisti         | Acquisti           | Acquisti   |
| R.       | Nome             | da                 | Modalità   |
| -------- | ---------------- | ------------------ | ---------- |
| S        | Romina Bertone   | Central San Carlos | definitivo |
| C        | Manuela Leggeri  | Club Padova        | definitivo |
| L        | Martina Mataloni | Santeramo          | definitivo |
| S        | Darina Mifkova   | Club Padova        | definitivo |
| S/O      | Sonja Percan     | River              | definitivo |
| C        | Kathy Radzuweit  | Bayer Leverkusen   | definitivo |
| S        | Titia Sustring   | Longa'59           | definitivo |
| P        | Valeria Zanin    | Collecchio         | definitivo |

| Cessioni | Cessioni             | Cessioni            | Cessioni   |
| R.       | Nome                 | a                   | Modalità   |
| -------- | -------------------- | ------------------- | ---------- |
| S        | Veronica Angeloni    | Forlì               | definitivo |
| C        | Valentina Arrighetti | Bergamo             | definitivo |
| L        | Valentina Bedin      | Giannino Pieralisi  | definitivo |
| C        | Manuela Caponi       | Serapo Gaeta        | definitivo |
| S/O      | Andrea Conti         | Brunelli            | definitivo |
| S        | Lisa Dal Lago        | ?                   | definitivo |
| S        | Valdonė Petrauskaitė | Türk Telekom        | definitivo |
| P        | Bojana Radulović     | Chieri              | definitivo |
| S        | Titia Sustring       | Robur Tiboni Urbino | definitivo |
| S        | Miyuki Takahashi     | NEC Red Rockets     | definitivo |

## Risultati

### Serie A1

#### Girone di andata
| 1ª giornata - 7 ottobre 2007 PalaDalLago, Novara              | Asystel            | 3 - 0 | Vicenza           | 25-18, 25-21, 25-22               |
| 2ª giornata - 10 ottobre 2007 PalaRuggi, Imola                | Vicenza            | 0 - 3 | Robursport Pesaro | 21-25, 22-25, 11-25               |
| 3ª giornata - 12 ottobre 2007 PalaRuggi, Imola                | Vicenza            | 0 - 3 | Busto Arsizio     | 20-25, 16-25, 20-25               |
| 4ª giornata - 17 ottobre 2007 PalaGalassi, Forlì              | Forlì              | 1 - 3 | Vicenza           | 21-25, 25-22, 17-25, 27-29        |
| 5ª giornata - 25 novembre 2007 PalaRuggi, Imola               | Vicenza            | 3 - 1 | Sassuolo          | 23-25, 25-20, 25-21, 25-20        |
| 6ª giornata - 2 dicembre 2007 PalaTriccoli, Jesi              | Giannino Pieralisi | 3 - 2 | Vicenza           | 25-22, 25-20, 27-29, 22-25, 16-14 |
| 7ª giornata - 9 dicembre 2007 PalaRuggi, Imola                | Vicenza            | 1 - 3 | Bergamo           | 26-24, 20-25, 22-25, 19-25        |
| 8ª giornata - 12 dicembre 2007 PalaCooper, Santeramo in Colle | Santeramo          | 3 - 2 | Vicenza           | 25-19, 25-27, 24-26, 25-23, 15-12 |
| 9ª giornata - 19 dicembre 2007 PalaMaddalene, Chieri          | Chieri             | 3 - 1 | Vicenza           | 25-15, 25-21, 18-25, 25-20        |
| 10ª giornata - 26 dicembre 2007 PalaRuggi, Imola              | Vicenza            | 0 - 3 | Sirio Perugia     | 21-25, 17-25, 18-25               |
| 11ª giornata - 29 dicembre 2007 PalaBaldassarra, Altamura     | Altamura           | 3 - 1 | Vicenza           | 25-16, 25-19, 18-25, 25-21        |

#### Girone di ritorno
| 12ª giornata - 27 gennaio 2008 PalaRuggi, Imola                    | Vicenza           | 2 - 3 | Asystel            | 25-18, 26-24, 21-25, 15-25, 7-15 |
| 13ª giornata - 3 febbraio 2008 PalaDionigi, Sant'Angelo in Lizzola | Robursport Pesaro | 3 - 0 | Vicenza            | 25-19, 25-19, 25-19              |
| 14ª giornata - 6 febbraio 2008 PalaYamamay, Busto Arsizio          | Busto Arsizio     | 3 - 1 | Vicenza            | 25-18, 31-29, 23-25, 25-22       |
| 15ª giornata - 10 febbraio 2008 PalaRuggi, Imola                   | Vicenza           | 3 - 1 | Forlì              | 25-14, 25-19, 16-25, 25-14       |
| 16ª giornata - 17 febbraio 2008 PalaPaganelli, Sassuolo            | Sassuolo          | 3 - 1 | Vicenza            | 25-19, 25-20, 22-25, 28-26       |
| 17ª giornata - 24 febbraio 2008 PalaRuggi, Imola                   | Vicenza           | 0 - 3 | Giannino Pieralisi | 19-25, 17-25, 21-25              |
| 18ª giornata - 2 marzo 2008 PalaNorda, Bergamo                     | Bergamo           | 2 - 3 | Vicenza            | 25-17, 23-25, 25-16, 13-25, 7-15 |
| 19ª giornata - 9 marzo 2008 PalaRuggi, Imola                       | Vicenza           | 0 - 3 | Santeramo          | 22-25, 18-25, 22-25              |
| 20ª giornata - 19 marzo 2008 PalaRuggi, Imola                      | Vicenza           | 3 - 1 | Chieri             | 25-16, 26-24, 22-25, 25-17       |
| 21ª giornata - 22 marzo 2008 PalaEvangelisti, Perugia              | Sirio Perugia     | 3 - 0 | Vicenza            | 25-20, 25-21, 25-16              |
| 22ª giornata - 6 aprile 2008 PalaRuggi, Imola                      | Vicenza           | 3 - 1 | Altamura           | 25-19, 28-26, 20-25, 25-17       |

### Coppa Italia

#### Fase a gironi
| 1ª giornata - 21 ottobre 2007 PalaRaschi, Parma          | Parma    | 1 - 3 | Vicenza  | 24-26, 21-25, 25-19, 21-25        |
| 2ª giornata - 24 ottobre 2007 PalaRuggi, Imola           | Vicenza  | 3 - 1 | River    | 21-25, 25-17, 29-25, 25-17        |
| 3ª giornata - 28 ottobre 2007 PalaRuggi, Imola           | Vicenza  | 3 - 1 | Altamura | 28-26, 20-25, 25-13, 25-21        |
| 4ª giornata - 4 novembre 2007 PalaFranzanti, Piacenza    | River    | 2 - 3 | Vicenza  | 25-22, 11-25, 24-26, 25-20, 18-20 |
| 5ª giornata - 11 novembre 2007 PalaRuggi, Imola          | Vicenza  | 1 - 3 | Parma    | 22-25, 25-16, 21-25, 20-25        |
| 6ª giornata - 18 novembre 2007 PalaBaldassarra, Altamura | Altamura | 3 - 1 | Vicenza  | 29-27, 25-18, 19-25, 25-22        |

#### Fase a eliminazione diretta
| Ottavi di finale (andata) - 16 gennaio 2008 PalaRuggi, Imola    | Vicenza            | 2 - 3 | Giannino Pieralisi | 18-25, 21-25, 19-25 |
| Ottavi di finale (ritorno) - 19 gennaio 2008 PalaTriccoli, Jesi | Giannino Pieralisi | 3 - 0 | Vicenza            | 25-18, 25-20, 25-20 |

### Challenge Cup

#### Fase a eliminazione diretta
| Secondo turno (andata) - 15 dicembre 2007 COSEC, Albi                      | USSP Albi     | 1 - 3 | Vicenza     | 14-25, 25-22, 20-25, 17-25        |
| Secondo turno (ritorno) - 23 dicembre 2007 PalaRuggi, Imola                | Vicenza       | 3 - 0 | USSP Albi   | 25-18, 25-16, 25-9                |
| Ottavi di finale (andata) - 24 gennaio 2008 Hala sportowa Muszyna, Muszyna | Muszynianka   | 2 - 3 | Vicenza     | 18-25, 22-25, 25-23, 25-17, 11-15 |
| Ottavi di finale (ritorno) - 31 gennaio 2008 PalaRuggi, Imola              | Vicenza       | 3 - 0 | Muszynianka | 25-19, 25-9, 25-13                |
| Quarti di finale (andata) - 13 febbraio 2008 PalaRuggi, Imola              | Vicenza       | 3 - 0 | Olympiakos  | 25-22, 25-21, 25-17               |
| Quarti di finale (ritorno) - 21 febbraio 2008 Melina Merkourī Hall, Rentis | Olympiakos    | 0 - 3 | Vicenza     | 23-25, 10-25, 20-25               |
| Semifinali - 15 marzo 2008 Bursa Atatürk Spor Salonu, Bursa                | Știința Bacău | 1 - 3 | Vicenza     | 21-25, 25-20, 21-25, 17-25        |
| Finale - 16 marzo 2008 Bursa Atatürk Spor Salonu, Bursa                    | VakıfBank GS  | 3 - 2 | Vicenza     | 7-25, 25-18, 26-28, 25-11, 15-5   |

## Statistiche

### Statistiche di squadra
| Competizione  | Punti | In casa | In casa | In casa | In trasferta | In trasferta | In trasferta | Totale | Totale | Totale |
| Competizione  | Punti | G       | V       | P       | G            | V            | P            | G      | V      | P      |
| ------------- | ----- | ------- | ------- | ------- | ------------ | ------------ | ------------ | ------ | ------ | ------ |
| Serie A1      | 20    | 11      | 4       | 7       | 11           | 2            | 9            | 22     | 6      | 16     |
| Coppa Italia  | 11    | 4       | 2       | 2       | 4            | 2            | 2            | 8      | 4      | 4      |
| Challenge Cup | -     | 3       | 3       | 0       | 3            | 3            | 0            | 8      | 7      | 1      |
| Totale        | -     | 18      | 9       | 9       | 18           | 7            | 11           | 38     | 17     | 21     |

G = partite giocate; V = partite vinte; P = partite perse

### Statistiche dei giocatori
| R. Bertone     | 0  | 0   | 0   | 0  | 0  | Statistiche assenti | Statistiche assenti | Statistiche assenti |
| V. Bortoli     | ?  | ?   | ?   | ?  | ?  | Statistiche assenti | Statistiche assenti | Statistiche assenti |
| I. Ćurčić      | 22 | 256 | 222 | 20 | 15 | Statistiche assenti | Statistiche assenti | Statistiche assenti |
| S. Dall'Igna   | 22 | 33  | 13  | 8  | 12 | Statistiche assenti | Statistiche assenti | Statistiche assenti |
| M. De Gennaro  | 22 | 0   | 0   | 0  | 0  | Statistiche assenti | Statistiche assenti | Statistiche assenti |
| M. Ikić        | 20 | 152 | 138 | 13 | 1  | Statistiche assenti | Statistiche assenti | Statistiche assenti |
| M. Leggeri     | 21 | 281 | 190 | 85 | 6  | Statistiche assenti | Statistiche assenti | Statistiche assenti |
| M. Mataloni    | 4  | 0   | 0   | 0  | 0  | Statistiche assenti | Statistiche assenti | Statistiche assenti |
| D. Mifkova     | 21 | 215 | 175 | 32 | 8  | Statistiche assenti | Statistiche assenti | Statistiche assenti |
| S. Paccagnella | 22 | 218 | 173 | 38 | 6  | Statistiche assenti | Statistiche assenti | Statistiche assenti |
| S. Percan      | 18 | 78  | 64  | 8  | 6  | Statistiche assenti | Statistiche assenti | Statistiche assenti |
| K. Radzuweit   | 8  | 31  | 24  | 7  | 0  | Statistiche assenti | Statistiche assenti | Statistiche assenti |
| M. Strobbe     | ?  | ?   | ?   | ?  | ?  | Statistiche assenti | Statistiche assenti | Statistiche assenti |
| T. Sustring    | 8  | 30  | 29  | 0  | 1  | Statistiche assenti | Statistiche assenti | Statistiche assenti |
| V. Tirozzi     | 7  | 65  | 56  | 2  | 7  | Statistiche assenti | Statistiche assenti | Statistiche assenti |
| V. Zanin       | 7  | 0   | 0   | 0  | 0  | Statistiche assenti | Statistiche assenti | Statistiche assenti |

P = presenze; PT = punti totali; AV = attacchi vincenti; MV = muri vincenti; BV = battute vincenti